# Vel'ju
Il Vel'ju (in russo Велью?) è un fiume della Russia europea nordorientale, affluente di sinistra della Pečora. Scorre nella Repubblica dei Komi.
Il fiume ha la sua sorgente sull'altopiano di Ajjuvin (Айювинская возвышенность). Scorre in direzione sud-orientale, quasi per tutta la lunghezza del fiume tra foreste paludose della taiga. Il letto del fiume è molto tortuoso, la corrente è lenta. Lungo il corso superiore è disabitato; nel corso inferiore sulle rive ci sono diversi villaggi. Sfocia nella Pečora a 1 288 km dalla foce. Il fiume ha una lunghezza di 173 km; l'area del suo bacino è di 4 110 km². I maggiori affluenti sono: Nibel' (lungo 137 km) e Bol'šoj Tebuk (92 km) ambedue provenienti dalla destra idrografica.